# Nicole Péry
Nicole Péry (ur. 15 maja 1943 w Bajonnie) – francuska polityk, nauczycielka i samorządowiec, parlamentarzystka krajowa, eurodeputowana I, II, III i IV kadencji, sekretarz stanu.

## Życiorys
Z wykształcenia nauczycielka szkoły średniej, przez kilkanaście lat pracowała w tym zawodzie.
Zaangażowała się w działalność polityczną w ramach Partii Socjalistycznej, była członkinią władz lokalnych i krajowych tego ugrupowania. Od 1977 do 1983 pełniła funkcję zastępczyni mera Ciboure, następnie była radną miejską w Bajonnie. Od 1986 do 1994 zasiadała w radzie regionalnej Akwitanii.
W latach 1981–1997 w okresie czterech kadencji sprawowała mandat posłanki do Parlamentu Europejskiego. Od 1984 do 1997 pełniła funkcję wiceprzewodniczącego PE II, III i IV kadencji. W 1997 została wybrana w skład Zgromadzenia Narodowego XI kadencji. W 1998 powołana w skład rządu Lionela Jospina, odpowiadała za kształcenie zawodowe i prawa kobiet. Stanowisko to zajmowała do 2002.
Odznaczona Legią Honorową.